# 인텔 CPU 마이크로아키텍처 목록
다음은 인텔 CPU 마이크로아키텍처의 일부 목록이다. 이 목록은 완전하지 않으며, 추가 정보는 인텔의 인텔 틱톡, 프로세스-아키텍처-최적화 모델 및 틀:인텔 프로세서 로드맵에서 찾을 수 있다.

## x86 마이크로아키텍처
| 연도                                                            | 마이크로아키텍처                                 | 파이프라인 단계                         | 최대 클럭 (MHz) | 공정 노드               |
| --------------------------------------------------------------- | ------------------------------------------------ | --------------------------------------- | --------------- | ----------------------- |
| 1978                                                            | 8086 (8086, 8088)                                | 02                                      | 05              | 3000 nm                 |
| 1982                                                            | 186 (80186, 80188)                               | 02                                      | 025             | 3000 nm                 |
| 1982                                                            | 286 (80286)                                      | 03                                      | 025             | 1500 nm                 |
| 1985                                                            | 386 (80386)                                      | 06                                      | 033             | 1500 nm                 |
| 1989                                                            | 486 (80486)                                      | 05                                      | 0100            | 1000 nm                 |
| 1993                                                            | P5 (펜티엄)                                      | 05                                      | 0200            | 800, 600, 350 nm        |
| 1995                                                            | P6 (펜티엄 프로, 펜티엄 II)                      | 14 (17 with load & store/retire)        | 0450            | 500, 350, 250 nm        |
| 1997                                                            | P5 (펜티엄 MMX)                                  | 06                                      | 0233            | 350 nm                  |
| 1999                                                            | P6 (펜티엄 III)                                  | 12 (15 with load & store/retire)        | 1400            | 250, 180, 130 nm        |
| 2000                                                            | 넷버스트 (펜티엄 4) (윌라멧)                     | 20 unified with branch prediction       | 2000            | 180 nm                  |
| 2002                                                            | 넷버스트 (펜티엄 4) (노스우드, 갈라틴)           | 20 unified with branch prediction       | 3466            | 130 nm                  |
| 2003                                                            | 펜티엄 M (바니아스, 도선) 강화된 펜티엄 M (요나) | 10 (12 with fetch/retire)               | 2333            | 130, 90, 65 nm          |
| 2004                                                            | 넷버스트 (펜티엄 4, 펜티엄 D) (프레스캇)         | 31 unified with branch prediction       | 3800            | 90, 65 nm               |
| 2006                                                            | 인텔 코어                                        | 12 (14 with fetch/retire)               | 3000            | 65 nm                   |
| 2007                                                            | 펜린 (다이 축소)                                 | 12 (14 with fetch/retire)               | 3333            | 45 nm                   |
| 2008                                                            | 네할렘                                           | 20 unified (14 without miss prediction) | 3600            | 45 nm                   |
| 2008                                                            | 본넬                                             | 16 (20 with prediction miss)            | 2100            | 45 nm                   |
| 2010                                                            | 웨스트미어 (다이 축소)                           | 20 unified (14 without miss prediction) | 3866            | 32 nm                   |
| 2011                                                            | 솔트웰 (다이 축소)                               | 16 (20 with prediction miss)            | 2130            | 32 nm                   |
| 2011                                                            | 샌디브리지                                       | 14 (16 with fetch/retire)               | 4000            | 32 nm                   |
| 2012                                                            | 아이비브리지 (다이 축소)                         | 14 (16 with fetch/retire)               | 4100            | 22 nm                   |
| 2013                                                            | 실버몬트                                         | 14–17 (16–19 with fetch/retire)         | 2670            | 22 nm                   |
| 2013                                                            | 하스웰                                           | 14 (16 with fetch/retire)               | 4400            | 22 nm                   |
| 2014                                                            | 브로드웰 (다이 축소)                             | 14 (16 with fetch/retire)               | 3700            | 14 nm                   |
| 2015                                                            | 에어몬트 (다이 축소)                             | 14–17 (16–19 with fetch/retire)         | 2640            | 14 nm                   |
| 2015                                                            | 스카이레이크                                     | 14 (16 with fetch/retire)               | 5300            | 14 nm                   |
| 2016                                                            | 골드몬트                                         | 20 unified with branch prediction       | 2600            | 14 nm                   |
| 2017                                                            | 골드몬트 플러스                                  | 20 unified with branch prediction (?)   | 2800            | 14 nm                   |
| 2018                                                            | 팜 코브                                          | 14 (16 with fetch/retire)               | 3200            | 10 nm                   |
| 2019                                                            | 서니 코브                                        | 12–19 (misprediction)                   | 4100            | 10 nm                   |
| 2020                                                            | 트레몬트                                         | 20 unified                              | 3300            | 10 nm                   |
| 2020                                                            | 윌로 코브                                        | 12 unified                              | 5300            | 10 nm                   |
| 2021                                                            | 사이프러스 코브                                  | 12 unified                              | 5300            | 14 nm                   |
| 2021                                                            | 골든 코브                                        | 12 unified                              | 5500            | 인텔 7                  |
| 2021                                                            | 그레이스몬트                                     | 20 unified with misprediction penalty   | 4300            | 인텔 7                  |
| 2022                                                            | 랩터 코브                                        | 12 unified                              | 6200            | 인텔 7                  |
| 2023                                                            | 레드우드 코브                                    | 10 unified                              |                 | 인텔 4, 인텔 3          |
| 2023                                                            | 크레스트몬트                                     |                                         |                 | 인텔 4, TSMC N6, 인텔 3 |
| 2024                                                            | 라이언 코브                                      | 10 unified                              |                 | TSMC N3B                |
| 2024                                                            | 스카이몬트                                       | 16 unified                              |                 | TSMC N3B                |
| 참고: 아톰/전력 효율적인 마이크로아키텍처는 이탤릭체로 표시된다 |                                                  |                                         |                 |                         |

### 16비트
8086최초의 x86 프로세서; 처음에는 모토로라, 자일로그, 내셔널 세미컨덕터와 경쟁하고 성공적인 Z80을 능가하기 위해 iAPX 432의 임시 대용으로 개발되었다. 8비트 버스를 사용하는 8088 버전은 오리지널 IBM PC에 사용되었다.
186DMA 컨트롤러, 인터럽트 컨트롤러, 타이머 및 칩 셀렉트 로직을 포함했다. 소수의 추가 명령어. 80188은 8비트 버스 버전이다.
286보호 모드를 포함한 최초의 x86 프로세서로, 세그멘테이션 기반 가상 메모리 관리가 포함되었다. 8086보다 성능이 3~4배 향상되었다. 보호 모드와 관련된 명령어를 포함했다. 80286은 24비트 주소 버스를 가졌다.

### 32비트(IA-32)
i386최초의 32비트 x86 프로세서. 이후 현대 운영 체제에서 가장 흔하게 사용되는 메모리 보호 기술인 세그멘테이션 위에 페이징을 도입했다. 강력하고 유용한 많은 새로운 명령어.
i486인텔의 2세대 32비트 x86 프로세서로, 내장 FPU, 온칩 8KB L1 캐시, 파이프라이닝을 도입했다. 386보다 MHz당 성능이 향상되었다. 소수의 새로운 명령어.
P5오리지널 펜티엄 마이크로프로세서, 슈퍼스칼라 아키텍처 및 분기 예측을 갖춘 최초의 x86 프로세서.
P6펜티엄 프로, 펜티엄 II, 펜티엄 II 제온, 펜티엄 III, 펜티엄 III 제온 마이크로프로세서에 사용되었다. XMM 레지스터가 구현된 SIMD 명령어 지원, RISC μop 디코딩 체계, 통합 레지스터 리네이밍 및 비순차적 명령어 처리를 지원하는 최초의 x86 프로세서. 비용이 많이 드는 분기 명령어를 피할 수 있게 하는 조건부 이동(conditional moves)을 포함한 몇 가지 중요한 새 명령어 추가. 36비트 물리 메모리 주소 지정, "물리 주소 확장 (PAE)" 추가.
- 펜티엄 M: 펜티엄 III의 P6 마이크로아키텍처를 모바일 컴퓨팅을 위해 처음부터 새롭게 설계한 업데이트 버전으로, 마이크로-op 퓨전 및 스마트 캐시를 지원하는 최초의 x86.
- 향상된 펜티엄 M: 첫 번째 인텔 코어 마이크로프로세서에 사용된 펜티엄 M 마이크로아키텍처의 업데이트된 듀얼 코어 버전으로, 섀도 레지스터 아키텍처 및 스피드스텝 기술을 갖춘 최초의 x86.

넷버스트일반적으로 P7이라고 불리지만 내부 명칭은 P68이었다 (P7은 아이테니엄에 사용되었다). 펜티엄 4, 펜티엄 D, 일부 제온 마이크로프로세서에 사용되었다. 매우 긴 파이프라인. 프레스캇은 주요 아키텍처 개정이었다. 이후 개정판은 인텔의 x86-64 아키텍처, 향상된 분기 예측 및 트레이스 캐시를 처음으로 특징으로 했으며, 결국 NX (실행 금지) 비트를 지원하여 실행 가능 공간 보호를 구현했다.

### 64비트(x86-64)
코어65 nm 공정으로 구축된 인텔 코어 2 및 제온 마이크로프로세서에 사용된 재설계된 P6 기반 마이크로아키텍처로, x86-64 레벨 SSE 명령어 및 매크로-op 퓨전과 더 넓은 프론트 엔드 및 디코더, 더 큰 비순차적 코어 및 리네임된 레지스터, 루프 스트림 탐지기 및 대규모 섀도 레지스터 파일 지원을 포함하는 향상된 마이크로-op 퓨전을 지원한다.
- 펜린: 코어 마이크로아키텍처의 45 nm 축소판으로 더 큰 캐시, 더 높은 FSB 및 클럭 속도, SSE4.1 명령어, XOP 및 F/SAVE 및 F/STORE 명령어 지원, 향상된 레지스터 별칭 테이블 및 더 큰 정수 레지스터 파일.

네할렘2008년 11월 17일 출시, 45 nm 공정으로 구축되었으며 코어 i7, 코어 i5, 코어 i3 마이크로프로세서에 사용되었다. 메모리 컨트롤러를 CPU 다이에 통합했다. 중요하고 강력한 새 명령어인 SSE4.2 추가.
- 웨스트미어: 네할렘 마이크로아키텍처의 32 nm 축소판으로 몇 가지 새로운 기능이 추가되었다.

샌디브리지32 nm 마이크로아키텍처로, 2011년 1월 9일 출시되었다. 이전에는 Gesher라고 불렸지만 2007년에 이름이 변경되었다. 256 비트 AVX 명령어 세트와 YMM 레지스터 구현을 도입한 최초의 x86.
- 아이비브리지: 샌디브리지의 후속으로, 22 nm 공정을 사용하며 2012년 4월에 출시되었다.

하스웰22 nm 마이크로아키텍처로, 2013년 6월 3일 출시되었다. AVX2 및 FMA를 포함한 여러 새로운 명령어를 추가했다.
- 브로드웰: 하스웰 마이크로아키텍처의 14 nm 파생판으로, 2014년 9월에 출시되었다. 3사이클 FMUL 지연 시간, 64개 항목 스케줄러. 이전에는 Rockwell이라고 불렸다.

스카이레이크14 nm 마이크로아키텍처로, 2015년 8월 5일 출시되었다.
- 카비레이크: 스카이레이크의 후속으로, 2016년 8월에 출시되었으며 10 nm 공정 지연으로 인해 인텔의 틱톡 일정을 깨뜨렸다.
  - 앰버레이크: 초저전력, 모바일 전용 카비레이크의 후속으로, 14+ nm 공정을 사용하며 2018년 8월에 출시되었다 (아키텍처 변경 없음)
  - 위스키레이크: 모바일 전용 카비레이크 리프레시의 후속으로, 14++ nm 공정을 사용하며 2018년 8월에 출시되었다 (일부 취약점에 대한 하드웨어 완화 기능 포함)

- 스카이레이크-X: 하이엔드 데스크탑, 워크스테이션 및 서버 마이크로아키텍처로, 2017년 6월 19일(HEDT), 2017년 7월 11일(SP), 2017년 8월 29일(W)에 출시되었다. AVX-512 명령어 세트 지원을 도입했다.
- 커피레이크: 카비레이크의 후속으로, 14++ nm 공정을 사용하며 2017년 10월에 출시되었다.
- 캐스케이드레이크: 서버 및 하이엔드 데스크탑 Kaby Lake-X 및 스카이레이크-X의 후속으로, 14++ nm 공정을 사용하며 2019년 4월에 출시되었다.
- 코멧레이크: 커피레이크의 후속으로, 14++ nm 공정을 사용하며 2019년 8월에 출시되었다
- 쿠퍼레이크: 서버 전용, AI 중심 워크로드에 최적화된 bfloat16을 사용하며, 인텔 우선 파트너에게만 제한적으로 제공되며, 14++ nm 공정을 사용하며 2020년에 출시되었다

팜 코브원래 스카이레이크의 후속으로 예정되었으나, 칩 하나만 출시한 후 취소되었다. AVX-512 명령어 세트를 포함한다.
- 캐논레이크: 모바일 전용 카비레이크의 후속으로, 인텔의 10 nm 공정을 사용하며, 팜 코브 코어를 구현한 최초이자 유일한 마이크로아키텍처로, 2018년 5월에 출시되었다. 이전에는 Skymont라고 불렸으며 2019년 12월에 단종되었다.

캐논레이크부터 인텔은 마이크로아키텍처 명명 체계를 변경하여 코어 코드명과 CPU 코드명을 분리했다.
서니 코브팜 코브 코어의 후속으로, SHA 해싱 알고리즘에 대한 하드웨어 가속을 포함하는 최초의 아톰이 아닌 코어이다.
- 아이스레이크: 위스키레이크의 저전력 모바일 전용 후속으로, 10 nm 공정을 사용하며 2019년 9월에 출시되었다.
- 레이크필드: 모바일 전용 인텔 최초의 하이브리드 프로세서로 2020년 6월 출시. 레이크필드 프로세서의 단일 성능 코어 (P-코어)에 서니 코브가 사용된다. E-코어가 지원하지 않으므로 AVX 및 고급 명령어 세트는 비활성화된다.
- Ice Lake-SP: 서버 전용 캐스케이드레이크의 후속으로, 10 nm 공정을 사용하며 2021년 4월에 출시되었다

사이프러스 코브서니 코브를 인텔의 14 nm 공정으로 백포팅한 것
- 로켓레이크: 코멧레이크의 후속으로, 인텔의 14++ nm 공정을 사용하며 2021년 3월 30일에 출시되었다

윌로 코브서니 코브 코어의 후속으로, 새로운 보안 기능과 캐시 하위 시스템 재설계를 포함한다.
- 타이거레이크: 아이스레이크의 후속으로, 인텔의 10 nm 슈퍼핀 (10SF) 공정을 사용하며 2020년 4분기에 출시되었다.

골든 코브윌로 코브 코어의 후속으로, 성능 및 전력 효율성 개선을 포함한다. 또한 새로운 명령어도 포함한다.
- 앨더레이크: 하이브리드 프로세서로, 로켓레이크와 타이거레이크의 후속이다. 인텔 7 공정 (이전 10ESF로 알려짐)을 사용하며, 2021년 11월 4일에 출시되었다. 앨더레이크 프로세서의 P-코어에 골든 코브가 사용된다.
- 사파이어 래피즈: 서버 및 워크스테이션 전용, Ice Lake-SP의 후속으로, 인텔 7 공정으로 제조되며, 2023년 1월 10일에 출시되었다. AMX를 도입했다.

랩터 코브L2 및 L3 캐시와 코어 클럭이 증가한 골든 코브의 리프레시.
- 랩터레이크: 앨더레이크의 후속으로, 캐시 크기, 코어 클럭 및 E-코어 수가 증가했으며, 2022년 10월 20일에 출시되었다. 인텔 7 공정을 사용하여 제조된다. 랩터 코브는 P-코어에 사용되며 E-코어는 여전히 그레이스몬트 마이크로아키텍처를 사용하여 구현된다.
- 에메랄드 래피즈: 사파이어 래피즈의 후속으로, 서버 및 워크스테이션 전용. 인텔 7 노드를 기반으로 하는 5세대 제온 스케일러블 서버 프로세서.

### x86MIC(Many Integrated Core)
라라비 (2010년 취소)
멀티 코어 순차적 x86-64 P5 마이크로아키텍처의 업데이트 버전으로, 그래픽에 사용하기 위한 넓은 SIMD 벡터 장치 및 텍스처 샘플링 하드웨어 포함.
제온 파이

## 기타 마이크로아키텍처

### IA-64(아이테니엄)
머시드오리지널 아이테니엄 마이크로아키텍처. 최초의 아이테니엄 마이크로프로세서에만 사용되었다.
맥킨리아이테니엄 2 마이크로프로세서의 첫 두 세대에 사용된 향상된 마이크로아키텍처. 매디슨은 130 nm 버전이다.
몬테시토아이테니엄 2 9000 및 9100 시리즈 프로세서에 사용된 향상된 맥킨리 마이크로아키텍처. 듀얼 코어, coarse 멀티스레딩 및 기타 개선 사항 추가. 몬트베일 업데이트는 수요 기반 스위칭 (스피드스텝) 및 코어 레벨 록스텝 실행을 추가했다.
투킬라아이테니엄 9300 시리즈 프로세서에 사용된 향상된 마이크로아키텍처. 쿼드 코어, 통합 메모리 컨트롤러, 퀵패스 인터커넥트 및 더 활동적인 SoEMT 등 기타 개선 사항 추가.
폴슨완전히 새로운 마이크로아키텍처를 특징으로 하는 아이테니엄 프로세서. 8코어, 파이프라인 및 멀티스레딩에서 분리. 부분적인 비순차적 명령어 처리를 갖춘 12와이드 발행.
킷슨마지막 아이테니엄. 폴슨과 동일한 마이크로아키텍처를 가지지만, 상위 두 모델에 대해 약간 더 높은 클럭 속도를 가진다.

### 기타
4004/4040
8008
8080/8085
iAPX 432
80960
80860
XScale
ARM 아키텍처 명령어 세트를 구현하는 마이크로아키텍처.

## 로드맵

### 펜티엄 4 / 코어 라인
| Fab 공정                      | 마이크로아키텍처 | 코드 이름                          | 코어 gen               | 제온 스케일러블 gen | 출시 일자                                 | 프로세서                                                           | 프로세서            | 프로세서                              | 프로세서                                    | 프로세서                                    |
| Fab 공정                      | 마이크로아키텍처 | 코드 이름                          | 코어 gen               | 제온 스케일러블 gen | 출시 일자                                 | 모바일                                                             | 데스크탑            | 열정가 /WS                            | 1P/2P 서버                                  | 4P/8P 서버                                  |
| ----------------------------- | ---------------- | ---------------------------------- | ---------------------- | ------------------- | ----------------------------------------- | ------------------------------------------------------------------ | ------------------- | ------------------------------------- | ------------------------------------------- | ------------------------------------------- |
| 180 nm                        | P6, 넷버스트     | 윌라멧                             | —                      | —                   | 2000-11-20                                | —                                                                  | 윌라멧              | —                                     | 포스터                                      | 포스터 MP                                   |
| 130 nm                        | P6, 넷버스트     | 노스우드/ 모바일 펜티엄 4 바니아스 | —                      | —                   | 2002-01-07                                | 노스우드 모바일 바니아스                                           | 노스우드            | 노스우드-XE                           | 프레스토니아 갈라틴                         | 갈라틴                                      |
| 90 nm                         | P6, 넷버스트     | 프레스캇 도선                      | —                      | —                   | 2004-02-01                                | 도선                                                               | 프레스캇 스미스필드 | 프레스캇 2M-XE 스미스필드-XE          | 노코나 이르윈데일 팩스빌                    | 포토맥 크랜포드 팩스빌                      |
| 65 nm                         | P6, 넷버스트     | 시더밀 요나 프레슬러               | 1 (요나 전용)          | —                   | 2006-01-05                                | 요나                                                               | 시더밀 프레슬러     | 프레슬러-XE                           | 뎀프시 소사만                               | 털사                                        |
| 65 nm                         | 코어             | 메롬                               | 2                      | —                   | 2006-07-27                                | 메롬                                                               | 콘로                | 켄츠필드                              | 우드크레스트 클로버타운                     | 타이거튼                                    |
| 45 nm                         | 코어             | 펜린                               | 2                      | —                   | 2007-11-11                                | 펜린                                                               | 울프데일            | 요크필드                              | 하퍼타운                                    | 던닝턴                                      |
| 45 nm                         | 네할렘           | 네할렘                             | 1 (Core i)             | —                   | 2008-11-17                                | 클락스필드                                                         | 린필드              | 블룸필드                              | 게인스타운                                  | 벡톤                                        |
| 32 nm                         | 네할렘           | 웨스트미어                         | 1 (Core i)             | —                   | 2010-01-04                                | 아렌데일                                                           | 클락데일            | 걸프타운                              | 웨스트미어-EP                               | Westmere-EX                                 |
| 32 nm                         | 샌디 브리지      | 샌디 브리지                        | 2                      | —                   | 2011-01-09                                | 샌디브리지-M                                                       | 샌디브리지          | 샌디브리지-E                          | 샌디브리지-EP                               | —                                           |
| 22 nm                         | 샌디 브리지      | 아이비 브리지                      | 3                      | —                   | 2012-04-29                                | 아이비브리지-M                                                     | 아이비브리지        | 아이비브리지-E                        | 아이비브리지-EP                             | 아이비브리지-EX                             |
| 22 nm                         | 하스웰           | 하스웰                             | 4                      | —                   | 2013-06-02                                | 하스웰-H 하스웰-MB 하스웰-ULP/ULX                                  | 하스웰-DT           | 하스웰-E                              | 하스웰-EP                                   | 하스웰-EX                                   |
| 22 nm                         | 하스웰           | 데빌스 캐니언                      | 4                      | —                   | 2014-06                                   | —                                                                  | 하스웰-DT           | —                                     | —                                           | —                                           |
| 14 nm                         | 하스웰           | 브로드웰                           | 5                      | —                   | 2014-09-05                                | 브로드웰-H 브로드웰-U 브로드웰-Y                                   | 브로드웰-DT         | 브로드웰-E                            | 브로드웰-EP                                 | 브로드웰-EX                                 |
| 14 nm                         | 스카이레이크     | 스카이레이크                       | 6                      | 1                   | 2015-08-05                                | 스카이레이크-H 스카이레이크-U 스카이레이크-Y                       | 스카이레이크-S      | 스카이레이크-W 스카이레이크-X         | 스카이레이크-SP (이전 명칭: Skylake-EP/-EX) | 스카이레이크-SP (이전 명칭: Skylake-EP/-EX) |
| 14 nm                         | 스카이레이크     | 카비 레이크                        | 7 / 8                  | —                   | 2016-10                                   | 카비레이크-G 카비레이크-H 카비레이크-U 카비레이크-Y                | 카비레이크-S        | 카비레이크-X                          | —                                           | —                                           |
| 14 nm                         | 스카이레이크     | 커피 레이크                        | 8 / 9                  | —                   | 2017-10                                   | 커피레이크-B 커피레이크-H 커피레이크-U                             | 커피레이크-S        | 커피레이크-W                          | 커피레이크 (제온 E)                         | —                                           |
| 14 nm                         | 스카이레이크     | 위스키 레이크                      | 8                      | —                   | 2018-08-28                                | 위스키레이크-U                                                     | —                   | —                                     | —                                           | —                                           |
| 14 nm                         | 스카이레이크     | 앰버 레이크                        | 8 / 10                 | —                   | 2018-08-28                                | 앰버레이크-Y                                                       | —                   | —                                     | —                                           | —                                           |
| 14 nm                         | 스카이레이크     | 캐스케이드 레이크                  | —                      | 2                   | 2019-04-02                                | —                                                                  | —                   | 캐스케이드레이크-W 캐스케이드레이크-X | 캐스케이드레이크-AP 캐스케이드레이크-SP     | 캐스케이드레이크-AP 캐스케이드레이크-SP     |
| 14 nm                         | 스카이레이크     | 코멧 레이크                        | 10                     | —                   | 2019-09                                   | 코멧레이크-H 코멧레이크-U 코멧레이크-Y                             | 코멧레이크-S        | 코멧 레이크-W                         | —                                           | —                                           |
| 14 nm                         | 스카이레이크     | 쿠퍼 레이크                        | —                      | 3                   | 2020-06                                   | —                                                                  | —                   | —                                     | —                                           | 쿠퍼레이크-SP                               |
| 14 nm                         | 사이프러스 코브  | 로켓 레이크                        | 11                     | —                   | 2021-03                                   | —                                                                  | 로켓레이크-S        | 로켓 레이크-W                         | 로켓레이크 (제온 E)                         | —                                           |
| 10 nm                         | 팜 코브          | 캐논 레이크                        | 8                      | —                   | 2018-05                                   | 캐논레이크-U                                                       | —                   | —                                     | —                                           | —                                           |
| 10 nm                         | 서니 코브        | 아이스 레이크                      | 10                     | 3                   | 2019-09 (모바일) 2021-04 (서버)           | 아이스레이크-U 아이스레이크-Y                                      | —                   | 아이스레이크-W                        | 아이스레이크-SP                             | —                                           |
| 10 nm                         | 서니 코브        | 레이크필드 (하이브리드)            | —                      | —                   | 2020-06-10                                | 레이크필드                                                         | —                   | —                                     | —                                           | —                                           |
| 10 nm                         | 윌로 코브        | 타이거 레이크                      | 11                     | —                   | 2020-09                                   | 타이거레이크-H 타이거레이크-H35 타이거레이크-UP3 타이거레이크-UP4  | —                   | —                                     | —                                           | —                                           |
| 인텔 7                        | 골든 코브        | 앨더 레이크 (하이브리드)           | 12                     | —                   | 2021-11-04                                | 앨더레이크-H 앨더레이크-HX 앨더레이크-P 앨더레이크-U               | 앨더레이크-S        | —                                     | —                                           | —                                           |
| 인텔 7                        | 골든 코브        | 사파이어 래피즈                    | —                      | 4                   | 2023-01-10                                | —                                                                  | —                   | 사파이어 래피즈-WS                    | 사파이어 래피즈-SP 사파이어 래피즈-HBM      | 사파이어 래피즈-SP                          |
| 인텔 7                        | 랩터 코브        | 랩터 레이크 (하이브리드)           | 13 / 14 / 시리즈 1 / 2 | —                   | 2022-10-20                                | 랩터레이크-H 랩터레이크-HX 랩터레이크-P 랩터레이크-PX 랩터레이크-U | 랩터레이크-S        | —                                     | 랩터레이크 (제온 E)                         | —                                           |
| 인텔 7                        | 랩터 코브        | 에메랄드 래피즈                    | —                      | 5                   | 2023-12-14                                | —                                                                  | —                   | —                                     | 에메랄드 래피즈-SP                          | —                                           |
| 인텔 4                        | 레드우드 코브    | 메테오 레이크 (하이브리드)         | Ultra 시리즈 1         | —                   | 2023-12-14                                | 메테오레이크-H 메테오레이크-U                                      | —                   | —                                     | —                                           | —                                           |
| 인텔 3                        | 레드우드 코브    | 그래나이트 래피즈                  | —                      | 6                   | 2024-09-24                                | —                                                                  | —                   | —                                     | 그래나이트 래피즈-AP 그래나이트 래피즈-SP   | —                                           |
| TSMC N3B                      | 라이언 코브      | 루나 레이크 (하이브리드)           | Ultra 시리즈 2         | —                   | 2024-09                                   | 루나레이크-V                                                       | —                   | —                                     | —                                           | —                                           |
| TSMC N3B                      | 라이언 코브      | 애로우 레이크 (하이브리드)         | Ultra 시리즈 2         | —                   | 2024-10-24 (데스크탑) 2025-01-06 (모바일) | 애로우레이크-H 애로우레이크-HX 애로우레이크-U                      | 애로우레이크-S      | —                                     | —                                           | —                                           |
| 인텔 18A                      | Cougar Cove      | 팬서 레이크 (하이브리드)           | TBA                    | —                   | 2025                                      | 팬서레이크-H 팬서레이크-U 팬서레이크-HL 팬서레이크-UL              | ?                   | —                                     | —                                           | —                                           |
| 인텔 18A                      | Panther Cove X   | Diamond Rapids                     | —                      |                     | 2025                                      | —                                                                  |                     |                                       |                                             |                                             |
| TBA (TSMC 2 nm 또는 인텔 18A) | Coyote Cove      | Nova Lake (하이브리드)             |                        | —                   | 2026                                      | —                                                                  | TBA                 | TBA                                   |                                             | —                                           |
| TBA (TSMC 2 nm 또는 인텔 18A) | Griffin Cove     | Razor Lake                         |                        | —                   | 2027                                      | —                                                                  | TBA                 | TBA                                   |                                             | —                                           |

1. ↑  Cascade Lake 및 Cooper Lake 마이크로프로세서에는 Intel Deep Learning Boost를 가능하게 하는 추가 명령어가 포함되어 있다.
2. 1 2 3  소매점 출시.
3. ↑  이전에는 10nm Enhanced Super Fin 또는 10ESF로 알려짐.[19]

### 아톰 라인
| 제조 공정 | 마이크로아키텍처 | 출시 일자 | 프로세서/SoC                                        | 프로세서/SoC                       | 프로세서/SoC                                                             | 프로세서/SoC                                                             | 프로세서/SoC                                                             | 프로세서/SoC                     | 프로세서/SoC | 프로세서/SoC |  |
| 제조 공정 | 마이크로아키텍처 | 출시 일자 | MID, 스마트폰                                       | 태블릿                             | 넷북                                                                     | 넷탑                                                                     | 임베디드                                                                 | 서버                             | 통신         | CE           |  |
| --------- | ---------------- | --------- | --------------------------------------------------- | ---------------------------------- | ------------------------------------------------------------------------ | ------------------------------------------------------------------------ | ------------------------------------------------------------------------ | -------------------------------- | ------------ | ------------ |  |
| 45 nm     | 본넬             | 2008      | 실버스론                                            | —                                  | 다이아몬드빌                                                             | 다이아몬드빌                                                             | 터널크릭, 스텔라톤                                                       | —                                |              | 소다빌       |  |
| 45 nm     | 본넬             | 2010      | 린크로프트                                          | 린크로프트                         | 파인뷰                                                                   | 파인뷰                                                                   | 터널크릭, 스텔라톤                                                       | —                                |              | 그로브랜드   |  |
| 32 nm     | 솔트웰           | 2011      | 메드필드 (펜웰 & 렉싱턴), 클로버 트레일+ (클로버뷰) | 클로버 트레일 (클로버뷰)           | 시더 트레일 (시더뷰)                                                     | 시더 트레일 (시더뷰)                                                     |                                                                          | 센터튼 & 브라이어우드            |              | 베리빌       |  |
| 22 nm     | 실버몬트         | 2013      | 메리필드 (탕헤르), 슬레이턴, 무어필드 (애니데일)    | 베이 트레일-T (밸리뷰)             | 베이 트레일-M (밸리뷰)                                                   | 베이 트레일-D (밸리뷰)                                                   | 베이 트레일-I (밸리뷰)                                                   | 아보튼                           | 레인지리     |              |  |
| 014 nm    | 에어몬트         | 2014      | 빙햄턴 & 리버턴                                     | 체리 트레일-T (체리뷰)             | 브라스웰                                                                 | 브라스웰                                                                 | 브라스웰                                                                 | 덴버튼 취소                      |              |              |  |
| 014 nm    | 골드몬트         | 2016      | 브록스톤 취소                                       | 윌로우 트레일 취소 · 아폴로 레이크 | 아폴로 레이크                                                            | 아폴로 레이크                                                            | 아폴로 레이크                                                            | 덴버튼                           |              |              |  |
| 014 nm    | 골드몬트 플러스  | 2017      |                                                     |                                    | 제미니 레이크 제미니 레이크 리프레시                                     | 제미니 레이크 제미니 레이크 리프레시                                     | 제미니 레이크 제미니 레이크 리프레시                                     |                                  |              |              |  |
| 10 nm     | 트레몬트         | 2020      |                                                     | 레이크필드 (하이브리드)            | 레이크필드 (하이브리드) 엘카트 레이크 재스퍼 레이크                      | 레이크필드 (하이브리드) 엘카트 레이크 재스퍼 레이크                      | 레이크필드 (하이브리드) 엘카트 레이크 재스퍼 레이크                      | 제이콥스빌 파커 릿지 스노우 릿지 |              |              |  |
| 인텔 7    | 그레이스몬트     | 2021      |                                                     |                                    | 앨더레이크 (하이브리드) 랩터레이크 (하이브리드) 앨더레이크-N 트윈 레이크 | 앨더레이크 (하이브리드) 랩터레이크 (하이브리드) 앨더레이크-N 트윈 레이크 | 앨더레이크 (하이브리드) 랩터레이크 (하이브리드) 앨더레이크-N 트윈 레이크 |                                  |              |              |  |
| 인텔 4    | 크레스트몬트     | 2023      |                                                     |                                    | 메테오레이크 (하이브리드)                                                | 메테오레이크 (하이브리드)                                                | 메테오레이크 (하이브리드)                                                | 그랜드 릿지                      |              |              |  |
| TSMC N6   | 크레스트몬트     | 2023      |                                                     |                                    | 메테오레이크 (하이브리드)                                                | 메테오레이크 (하이브리드)                                                | 메테오레이크 (하이브리드)                                                |                                  |              |              |  |
| 인텔 3    | 크레스트몬트     | 2024      |                                                     |                                    |                                                                          |                                                                          |                                                                          | 시에라 포레스트                  |              |              |  |
| TSMC N3B  | 스카이몬트       | 2024      |                                                     |                                    | 루나레이크 (하이브리드)                                                  | 루나레이크 (하이브리드)                                                  | 루나레이크 (하이브리드)                                                  |                                  |              |              |  |
| TSMC N3B  | 스카이몬트       | 2024      | 애로우 레이크 (하이브리드)                          |                                    |                                                                          |                                                                          |                                                                          |                                  |              |              |  |
| 인텔 18A  | 다크몬트         | 2026      |                                                     |                                    |                                                                          |                                                                          |                                                                          | 클리어워터 포레스트              |              |              |  |

## 같이 보기
- 인텔 마이크로프로세서 목록 - 소비자용 컴퓨터 또는 비소비자용 워크스테이션
- AMD CPU 마이크로아키텍처 목록
- 마벨 테크놀로지 그룹 XScale 마이크로아키텍처
- 투기적 실행 CPU 취약점